# Île Thor (Nunavut)
Pour les articles homonymes, voir Île Thor (homonymie) et Thor (homonymie).
L'île Thor est une île de l'archipel arctique canadien au Nunavut dans le Nord canadien. Elle est située au sud de l'île Ellef Ringnes.

## Annexe